# Bahnhof Bad Kleinen
Der Bahnhof Bad Kleinen in der gleichnamigen Gemeinde ist eine der ältesten und wichtigsten Bahnstationen in Mecklenburg-Vorpommern und zudem ein Eisenbahnknoten, an dem die Strecken von und nach Wismar, Grevesmühlen/Lübeck, Schwerin sowie Bützow/Güstrow/Rostock zusammenlaufen.
Das Bahnhofsensemble mit Empfangsgebäude und mehreren Nebengebäuden stand bis zum Abriss der Bauten im Jahr 2017 unter Denkmalschutz.

## Geschichte
Der Ort Kleinen (der Zusatz „Bad“ wurde 1915 verliehen) bekam 1848 mit der Verlängerung Schwerin–Wismar der ein Jahr vorher eröffneten Bahnstrecke Hagenow Land–Schwerin seinen Bahnhof. Bei der Planung der anschließenden Bahnstrecke nach Rostock entschied man sich dafür, die Strecke nicht auf dem direkten Weg von Schwerin zu führen, was eine Querung des Schweriner Sees erfordert hätte. So wurde Kleinen nach Hagenow Land zum zweiten Eisenbahnknoten Mecklenburgs. 1870 kam eine Strecke aus Lübeck über Grevesmühlen hinzu.
Um 1920 wurde der Bahnhof umgebaut. Vorher hatten zu beiden Seiten des zwischen den Gleisen liegenden Empfangsgebäudes Hausbahnsteige gelegen, die übrigen Bahnsteige waren durch Überschreiten der Gleise zu erreichen gewesen. Danach wurden die Gleise direkt an das Gebäude gelegt. Die Bahnsteige am Haus entfielen beim Umbau, dafür entstanden Inselbahnsteige, die durch einen Tunnel zu erreichen waren.

Unmaßstäbliches Gleisbild der Lokstation Bad Kleinen (um 1940)

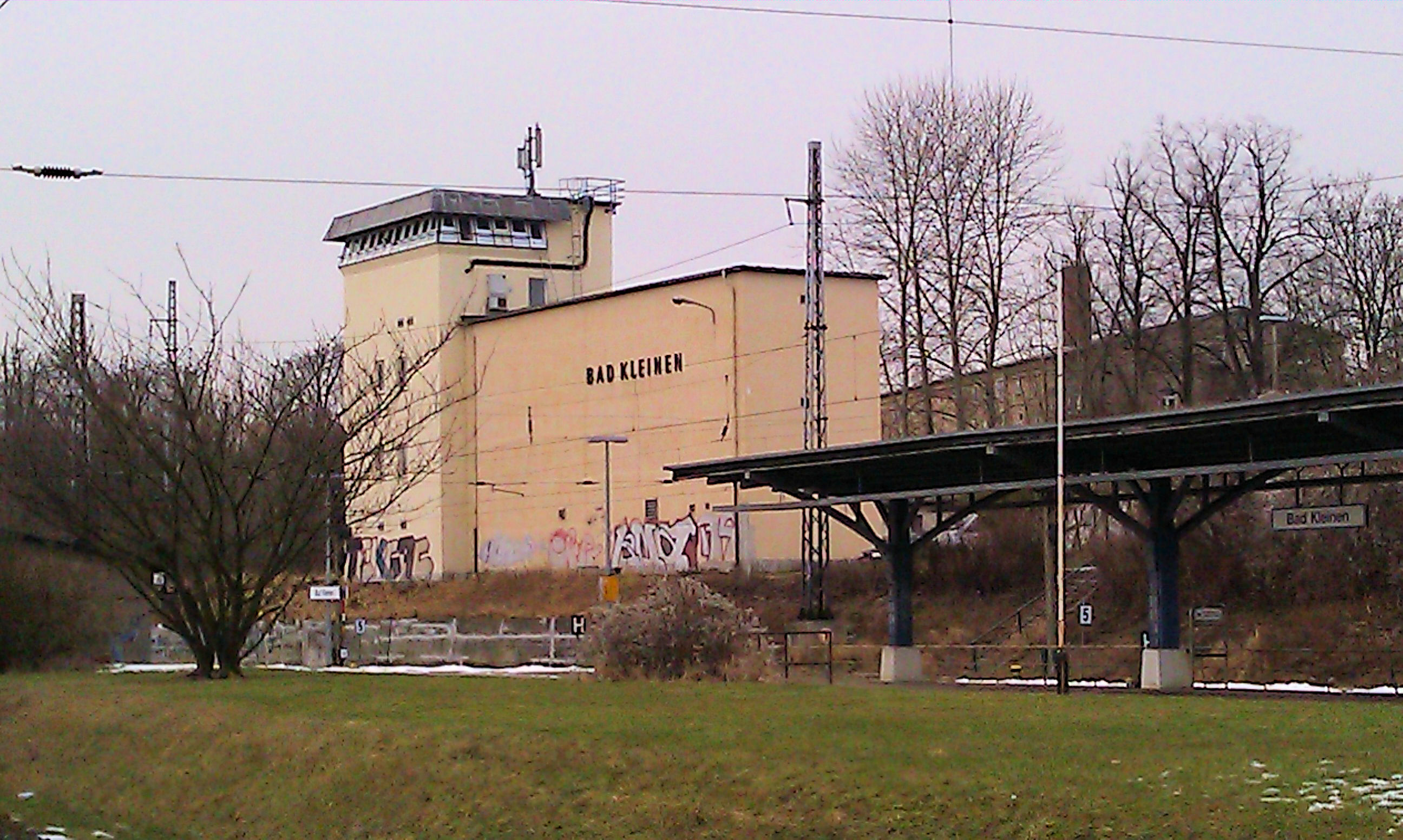
Gleisbildstellwerk

Seit Anfang des 20. Jahrhunderts war die Ost-West-Relation Hamburg–Lübeck–Bad Kleinen–Bützow und weiter nach Stettin beziehungsweise zu den Fähren in Warnemünde und Saßnitz die wichtigste Verbindung. Nach dem Zweiten Weltkrieg und der deutschen Teilung wurde stattdessen der Bahnhof vor allem für den Personen- und Güterverkehr aus dem Süden der DDR über Magdeburg–Wittenberge nach Rostock und Wismar wichtig. Ab 1980 wurde der Rangierberg mit RTE (Rangiertechnische Einrichtung) teilautomatisiert, es wurden Elektrodynamische Gleisbremsen (EDG) der Bauart FEW in zwei Staffeln a 20 m eingebaut. In der nachfolgenden Gleisharfe wurden Dreikraftbremsen der Bauart FEW in Staffeln als Richtungs- und einzeln als Gefälleausgleichbremsen installiert. Die Rangierkapazität wurde dadurch auf ca. 500 Güterwagen pro Tag erhöht. Ein rechnergesteuertes Rangierstellwerk auf der Seeseite regelte den halbautomatische Auflaufbetrieb. Nach 1995 wurde der Rangierbahnhof schrittweise zurückgebaut. Heute steht noch eine Werkstatt die zur zentralen Aufarbeitung der EDG der Deutschen Reichsbahn vorgesehen war, in die dann eine Starkstrommeisterei (Stm) einzog, an der Seeseite.
Am 3. April 1975 ging das 300. Gleisbildstellwerk der DDR im Bahnhof in Betrieb. Es ersetzte mehrere mechanische Stellwerke. 1985 wurden der Bahnhof und die Strecken nach Bützow–Rostock, Wismar und Schwerin–Magdeburg elektrifiziert. Am 12. April 1986 feierte man dort im Rahmen des Zentralen FDJ-Jugendobjektes „Streckenelektrifizierung“ den 1000. seit 1981 elektrifizierten Kilometer Bahnstrecke in der DDR. Die Gedenktafel dazu fiel den Veränderungen Anfang der 1990er Jahre zum Opfer. Die Elektrifizierung aus dem Magdeburger Raum bis nach Wismar diente vorrangig dem Kaliexport via Seehafen Wismar.
Bekannt wurde der Bahnhof 1993 durch den GSG-9-Einsatz in Bad Kleinen gegen die RAF-Terroristen Birgit Hogefeld und Wolfgang Grams. Dabei erschoss Grams den GSG-9-Beamten Michael Newrzella auf einem der Bahnsteige und beging etwas später Suizid.

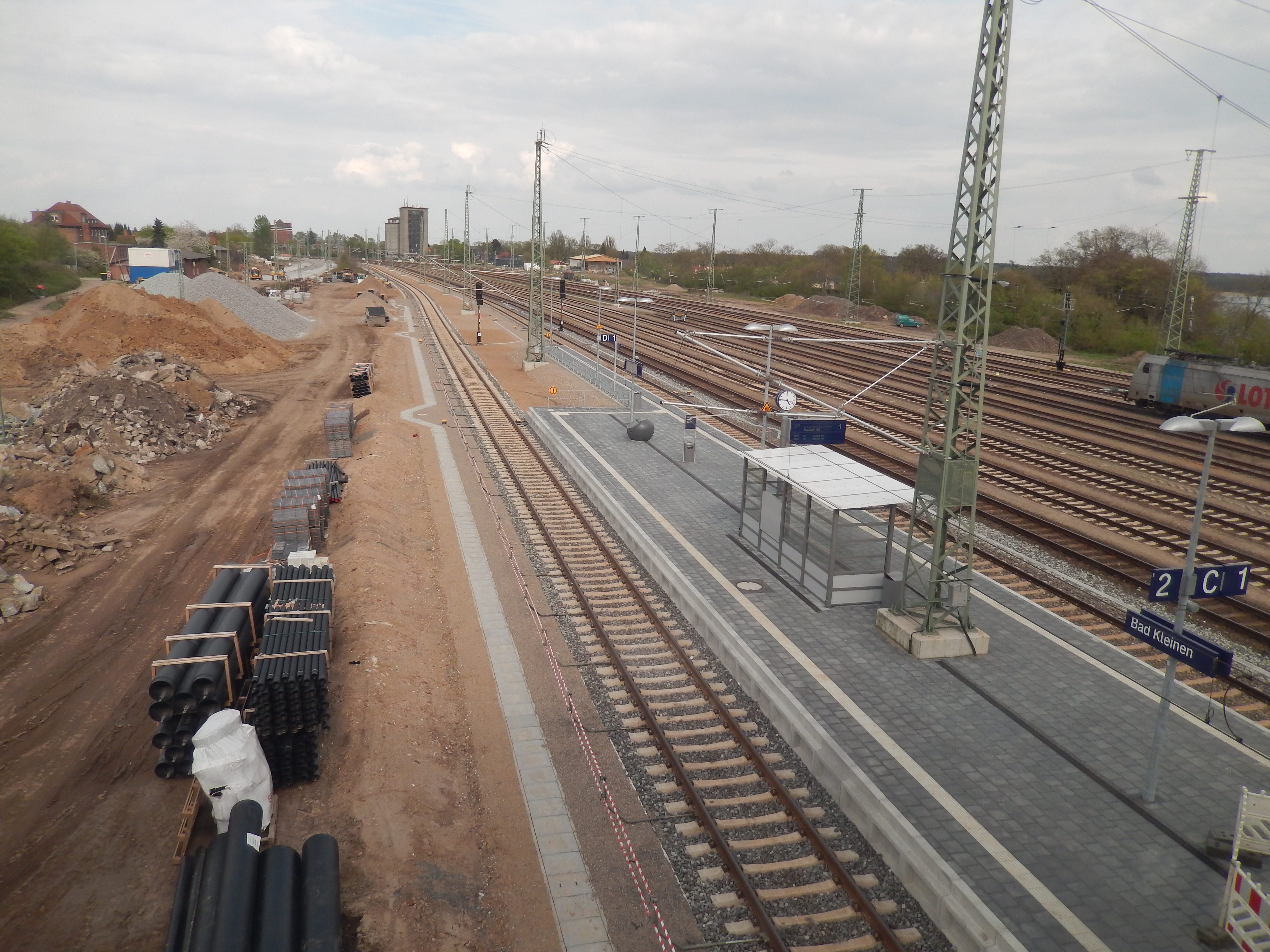
Bahnsteig während des Bahnhofsumbaus, April 2018

Zum Fahrplanwechsel im Dezember 2008 entfiel der Halt in Bad Kleinen bei fast allen Intercity. Bis dahin wurde Bad Kleinen stets von den meisten Fernverkehrszügen bedient.
Von 2011 bis 2013 wurden die Gleisanlagen (Schotterbett und Schwellen) saniert. Der Bahnhof kann seitdem mit 100 km/h durchfahren werden. Arbeiten zur grundlegenden Umgestaltung der Bahnhofsanlagen begannen im Herbst 2016. Eine barrierefreie Überführung und der Bahnsteigneubau waren geplant. Von Januar bis März 2017 wurden das Empfangsgebäude, der Lokschuppen und die übrigen Gebäude in Insellage, die alle 137 Jahre alt waren, vollständig abgerissen. Der Abriss des historischen Bahnhofsemsembles stieß in der Öffentlichkeit auf ein geteiltes Echo. An dessen Stelle befindet sich nun Brachland. Die Umbauarbeiten wurden im Dezember 2018 abgeschlossen.
Südwestlich des Bahnhofs ist der Bau einer Verbindungskurve zwischen den Strecken Ludwigslust–Wismar und Lübeck–Bad Kleinen vorgesehen, die Fahrten ohne Richtungswechsel zwischen Lübeck bzw. der Festen Fehmarnbeltquerung und Stendal ermöglichen soll. Außerdem soll die Strecke von Lübeck bis in den Bahnhof Bad Kleinen elektrifiziert werden. Die Bauarbeiten begannen im April 2025.

## Anlagen

### Situation vor dem Umbau 2016/2017

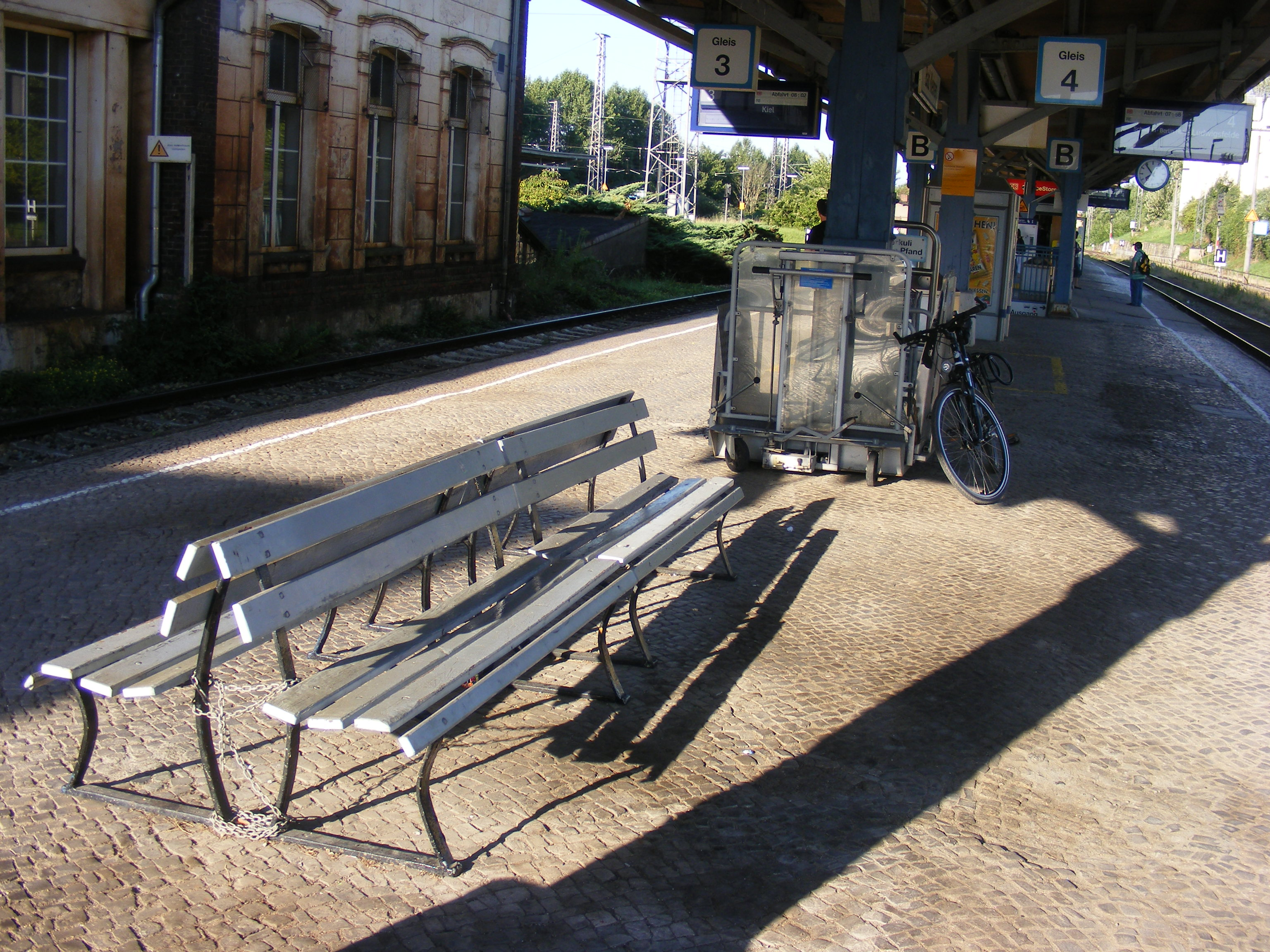
Bahnhof Bad Kleinen, Bahnsteig 3/4. (Sommer 2008)

Der Bahnhof wurde als Inselbahnhof gebaut. Das Empfangsgebäude lag zwischen dem südlichen Inselbahnsteig 1/2 (vor allem dem Verkehr in Richtung Wismar und Rostock dienend) und dem nördlichen Inselbahnsteig 3/4. Der Bahnsteig 5 war durch Überschreiten über Gleis 4 zu erreichen, wurde nach 2000 entfernt und Ende 2016 für den Umbau provisorisch wiederhergestellt. Die Gleise auf dieser Seite dienen vor allem dem Verkehr in Richtung Schwerin und Lübeck.
Der Bahnhof liegt in Hanglage zwischen dem Dorf und dem Schweriner See. Dadurch ergab sich eine bauliche Besonderheit: bis Mitte der 1980er Jahre verlief der Zugang zum Bahnhof über einen Steg vom Vorplatz über die Gleise in den auf gleichem Höhenniveau liegenden ersten Stock des Empfangsgebäudes und über eine Treppe im Gebäudeinneren ins Erdgeschoss.
Am Empfangsgebäude gab es keine Bahnsteige; alle Bahnsteige waren nur durch einen Bahnsteigtunnel zu erreichen. Mit den Elektrifizierungsarbeiten wurde der Steg abgerissen und der Tunnel in Richtung Westen verlängert, von wo eine Treppe zum Bahnhofsvorplatz gebaut wurde. Einige Stufen im Tunnel ließen die Grenze zwischen dem älteren und dem neueren Teil erkennen. Einen direkten Ausgang zum Schweriner See gab es nicht. Dazu dient der westlich des Bahnhofs gelegene Eiertunnel.

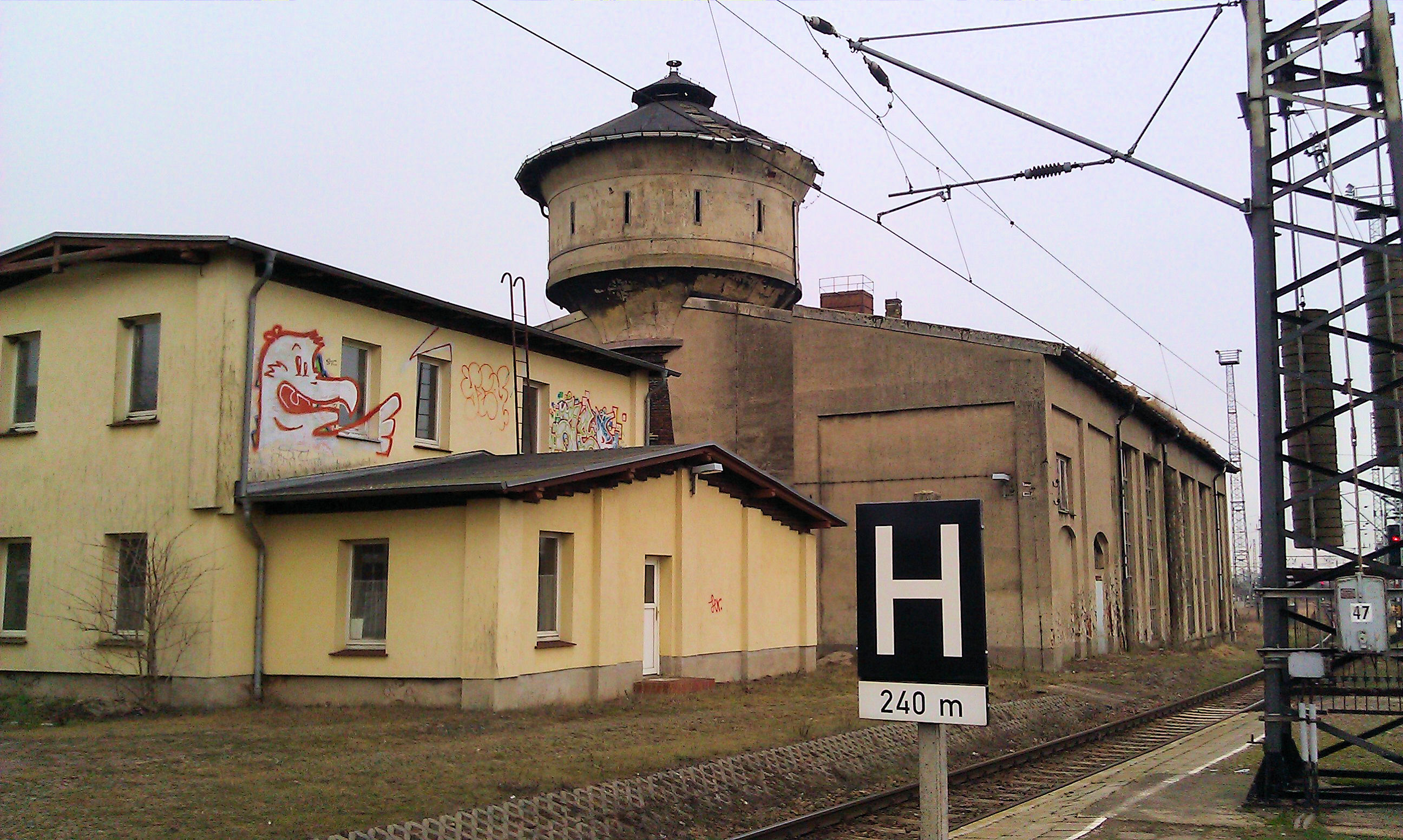
Hinten: Bahngebäude von 1880 mit Wasserturm und Lokschuppen (abgerissen 2017)

Fahrkartenschalter und Gastronomie im Bahnhofsgebäude wurden in den 1990er Jahren geschlossen.
Das Empfangsgebäude und die meisten baulichen Anlagen im Bahnhof stammten aus dem 19. Jahrhundert. Hierzu zählte auch ein 1880 erbautes Gebäude, das einen Wasserturm und einen Lokschuppen enthielt. Zwischen dem Empfangsgebäude und dem Lokschuppen befanden sich ein Postgebäude sowie ein weiteres Dienstgebäude. Die Bahnsteige waren im äußeren Zustand seit dem Umbau 1920 bis 2016 praktisch unverändert.

### Nach dem Umbau 2017

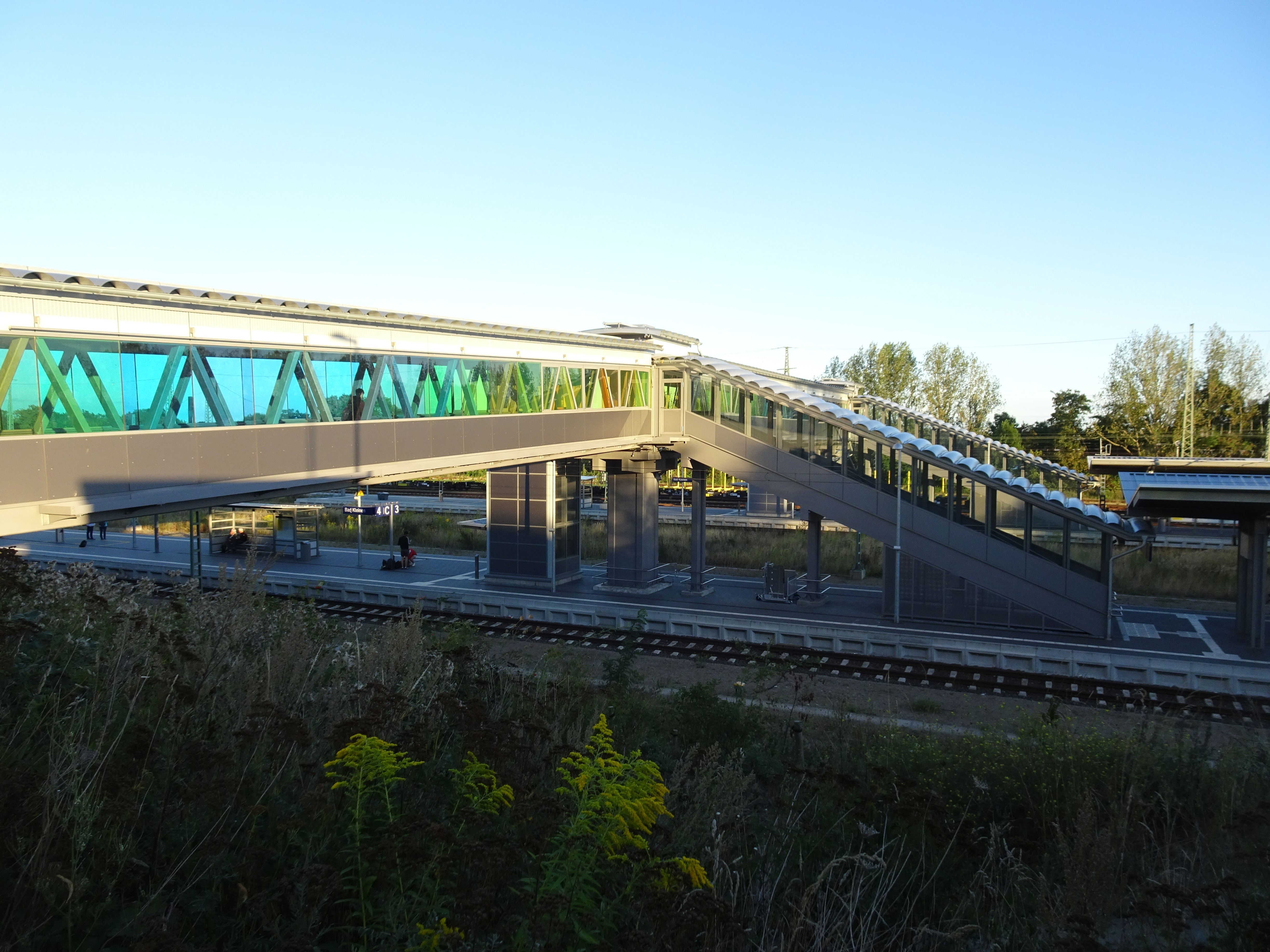
Brücke und Bahnsteige, August 2022

Nach dem Umbau verblieben zwei Inselbahnsteige, die über eine Fußgängerbrücke zu erreichen sind. Von der Brücke führen Aufzüge zu den Bahnsteigen, was es der Deutschen Bahn erlaubt, den Bahnhof als seit dem 9. Dezember 2018 barrierefrei zu bewerten. Auf einem kurzen Stück sind die Inselbahnsteige überdacht. Eine öffentliche Toilette befindet sich auf dem Bahnhofsvorplatz. Anstelle der früheren Gebäude befindet sich zwischen den beiden Bahnsteigen eine Freifläche. Einen direkten Ausgang in Richtung Schweriner See gibt es weiterhin nicht.

## Personenverkehr

### Nahverkehr
Der Bahnhof wird von folgenden Regionalverkehrslinien bedient:
| Linie                    | Strecke                                                                                                  | Takt (min)                                     | EVU              | Fahrzeugmaterial                      |
| ------------------------ | --- | ---------------------------------------------- | ---------------- | ------------------------------------- |
| RE 1                     | Rostock – Bützow – Blankenberg – Bad Kleinen – Schwerin – Hagenow Land – Hamburg                         | 120                                            | DB Regio Nordost | Lok + 5 Doppelstockwagen              |
| RE 4                     | Lübeck – Bad Kleinen – Blankenberg – Bützow – Güstrow – Neubrandenburg – Pasewalk – Szczecin/Ueckermünde | 60 Lübeck–Bad Kleinen 120 Bad Kleinen–Szczecin | DB Regio Nordost | Alstom Coradia LINT 41 (Baureihe 623) |
| RE 8                     | Flughafen BER – Berlin – Nauen – Wittenberge – Ludwigslust – Schwerin – Bad Kleinen – Wismar             | 120                                            | ODEG             | Stadler KISS                          |
| RB 17                    | Wismar – Bad Kleinen – Schwerin – Ludwigslust                                                            | 120                                            | ODEG             | Stadler KISS Siemens Desiro HC        |
| RB 18                    | Bad Kleinen – Schwerin                                                                                   | 120                                            | ODEG             | Stadler KISS Siemens Desiro HC        |
| RB 28                    | Rostock – Bad Kleinen – Schwerin – Ludwigslust                                                           | Ein Zugpaar (Mo–Fr)                            | DB Regio Nordost | Bombardier Talent 2                   |
| Stand: 15. Dezember 2024 | |                                                |                  |                                       |

Die Linien RE 1 und RE 4 ergeben auf dem Abschnitt Bützow–Bad Kleinen einen Stundentakt. Ebenso überlagern sich die Linien RE 8 und RB 17 zwischen Wismar und Ludwigslust zu einem annähernden Stundentakt, wie auch die Linien RE 1 und RB 18 auf dem Abschnitt Bad Kleinen–Schwerin, sodass der Schweriner Hauptbahnhof in etwa alle halbe Stunde angefahren wird.
Bis Ende 2014 gab es alle zwei Stunden einen Taktknoten, bei dem die RE Wismar–Berlin, Rostock–Hamburg und Bad Kleinen–Lübeck und ihre jeweiligen Gegenzüge sich im Bahnhof trafen und Anschlüsse in alle Richtungen hergestellt wurden. Seit 2015 erreichen die Züge aus Richtung Ludwigslust den Bahnhof Bad Kleinen erst nach der Knotenzeit, so dass sie keine Anschlüsse mehr haben.

### Fernverkehr
Der Bahnhof wird morgens von zwei ICE-Zügen aus Stralsund bzw. Rostock in Richtung Hamburg, Hannover und weiter nach Karlsruhe und am späten Nachmittag/Abend in Gegenrichtung bedient, wobei das Angebot je nach Wochentag etwas variiert. Des Weiteren halten täglich zwei Intercity-Zugpaare der Relation Warnemünde–Rostock–Magdeburg–Leipzig im Bahnhof.
| Linie                    | Strecke | Taktfrequenz       | EVU               | Fahrzeugmaterial     |
| ------------------------ | --- | ------------------ | ----------------- | -------------------- |
| ICE 26                   | (Ostseebad Binz – / Greifswald –) Stralsund – Rostock – Bad Kleinen – Hamburg – Hannover – Frankfurt (Main) – Karlsruhe | einzelne Züge      | DB Fernverkehr AG | ICE T                |
| IC 57                    | (Warnemünde –) Rostock – Bad Kleinen – Wittenberge – Magdeburg – Halle (Saale) – Leipzig                                | 2 Zugpaare pro Tag | DB Fernverkehr AG | Baureihe 146.5 + IC2 |
| Stand: 10. Dezember 2023 | |                    |                   |                      |